# صوفيا غونس
صوفيا غونس (بالفرنسية: Sofia Gon's) مغنية فرنسية من أصول مغربية وهي ابنة المغني محسن عبد الغفور الملقب ب فيجون، ولدت صوفيا في أغادير يوم 12 يناير 1986، وتوفيت في 14 أغسطس 2011 في أنيار سور سين.
والدتها من أصول فرنسية وأبوها مغربي. يتمتع الأخير بسمعة موسيقية عالمية تحت اسم فيجون حيث اعتلى المنصة مع «بو ديدلي» وستيفي وندر وأوتيس ريدينغ ورولينغ ستون. لينقل هذا الشغف لابنته التي قررت مغادرة المغرب لتجربة حظها في باريس. عملت صوفيا غونس مع المنتج «منير بلخير» لفترة قصيرة.
توفيت بنوبة قلبية في عمر 25 عاما  ، قبل أشهر قليلة من إطلاق ألبومها الثاني.

## ديسكوغرافيا
- كما كان من قبل (2008)
- سوق غير عادي (2011) [4]